# Kalsdorf bei Graz
Kalsdorf bei Graz osztrák mezőváros Stájerország Graz-környéki járásában. 2017 januárjában 6610 lakosa volt. A grazi repülőtér részben az önkormányzathoz tartozó Thalerhof területén fekszik.

## Elhelyezkedése

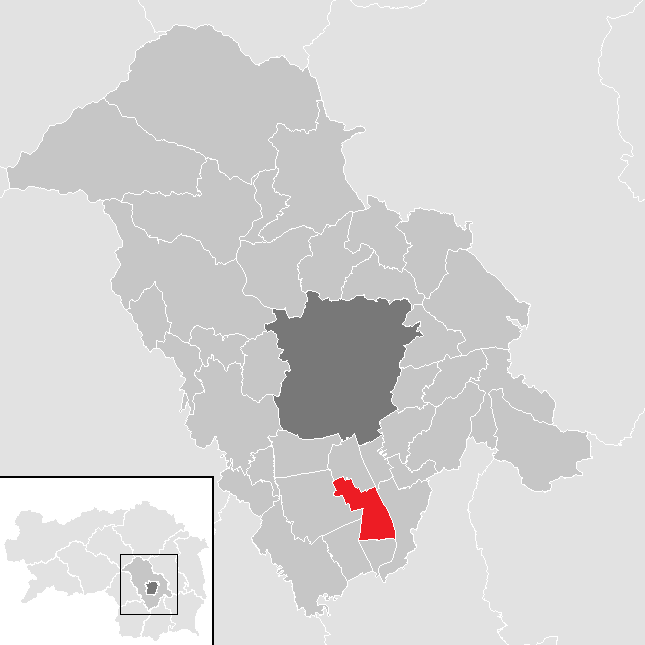
Kalsdorf bei Graz a Graz-környéki járásban

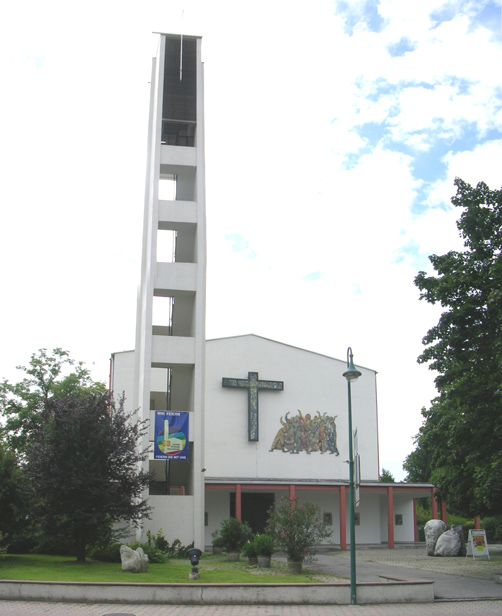
A Szt. Pál-plébániatemplom

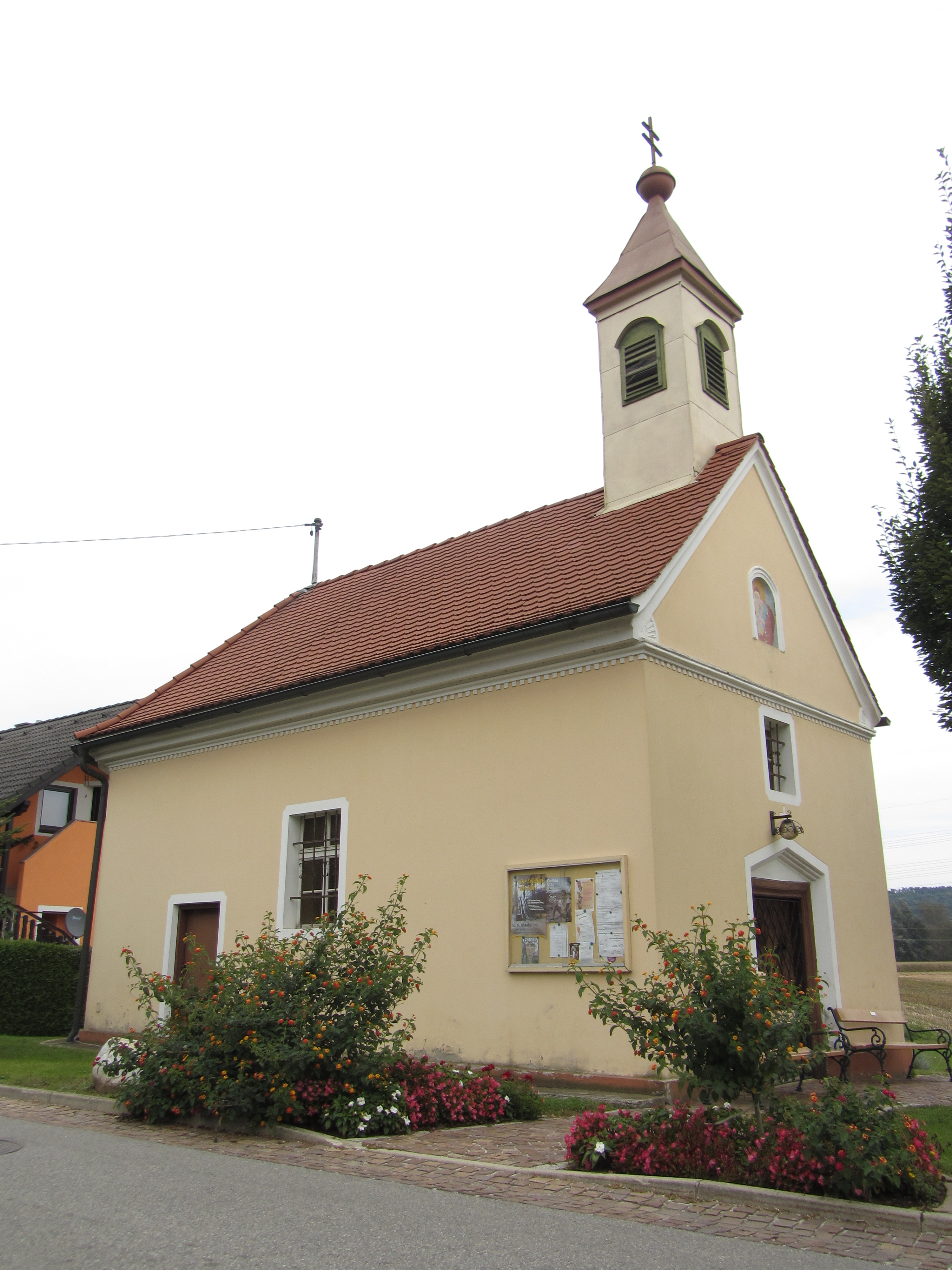
Großsulz kápolnája

Kalsdorf bei Graz a Grazi-medencében fekszik a Mura jobb partján, Graztól kb. 13 km-re délre. Az önkormányzat 5 települést egyesít: Forst (357 lakos 2018-ban), Großsulz (1176), Kalsdorf bei Graz (5171), Kleinsulz (59) és Thalerhof (191).
A környező önkormányzatok: északra Feldkirchen bei Graz, északkeletre Gössendorf, keletre Fernitz-Mellach, délre Werndorf, délnyugatra Wundschuh, nyugatra Premstätten.

## Története
Kalsdorf területének első ismert lakosai a bronzkori urnamezős kultúrához tartoztak, a korabeli település temetőjében 42 sírt tártak fel, néhány már a halstatti kultúrát reprezentálta. A római időkben kb. 40 hektár területű falu állt itt. A helyi legendák szerint Attila hun királyt 453-as halála után Kalsdorf és Fernitz között temették el a Mura medrébe hármas (vas, ezüst és arany) koporsóban.
Kalsdorfot írásban először 1179-ben említi IV. Ottokár stájer őrgróf oklevele, melyben "villam Choulesdorf" átkerült Heinrich és Sieghard von Schalla grófoktól a reini apátsághoz. A falu ezután 669 éven át, egészen 1848-ig a kolostorhoz tartozott.
A 15. század végén a törökök több alkalommal is betörtek Stájerországba. 1532-ben a Kőszeg ostromából visszatérő törökök teljesen elpusztították Kalsdorfot és a szomszédos Feldkirchent.
A 19. században a település fejlődéséhez nagyban hozzájárult a fémszerelvényeket gyártó Lapp-Finze Metallwarenfirma alapítása. Az üzem ma a német Roto Frank AG tulajdona. 

## Lakosság
A Kalsdorf bei Graz-i önkormányzat területén 2017 januárjában 6610 fő élt. A lakosságszám 1869 óta gyarapodó tendenciát mutat, az utóbbi évtizedekben elsősorban a Grazból a környező településekre kiköltözők miatt. 2015-ben a helybeliek 86,7%-a volt osztrák állampolgár; a külföldiek közül 1,7% a régi (2004 előtti), 5,2% az új EU-tagállamokból érkezett. 5,2% a volt Jugoszlávia (Szlovénia és Horvátország nélkül) vagy Törökország, 1,2% egyéb országok polgára. 2001-ben a lakosok 77%-a római katolikusnak, 3,1% evangélikusnak, 1% ortodoxnak, 3,3% mohamedánnak, 13,6% pedig felekezet nélkülinek vallotta magát. Ugyanekkor 15 magyar élt a mezővárosban. A legnagyobb nemzetiségi csoportot a német mellett a horvátok alkották 3,2%-kal.

## Látnivalók
- az 1965-ben épült Szt. Pál-plébániatemplom

## Fordítás
- Ez a szócikk részben vagy egészben  a   Kalsdorf bei Graz című német Wikipédia-szócikk ezen változatának fordításán alapul.  Az eredeti cikk szerkesztőit annak laptörténete sorolja fel. Ez a jelzés csupán a megfogalmazás eredetét és a szerzői jogokat jelzi, nem szolgál a cikkben szereplő információk forrásmegjelöléseként.